# Häbbergstjärnen
Häbbergstjärnen är en sjö i Ockelbo kommun i Gästrikland och ingår i Hamrångeåns huvudavrinningsområde.